# Moel Fferna
Moel Fferna är ett berg i Storbritannien.   Det ligger i kommunen Denbighshire och riksdelen Wales, i den södra delen av landet, 270 km nordväst om huvudstaden London. Toppen på Moel Fferna är 630 meter över havet, eller 109 meter över den omgivande terrängen. Bredden vid basen är 4,2 km.
Terrängen runt Moel Fferna är huvudsakligen lite kuperad.Runt Moel Fferna är det ganska tätbefolkat, med 60 invånare per kvadratkilometer. Närmaste större samhälle är Ruthin, 18,2 km norr om Moel Fferna. I omgivningarna runt Moel Fferna växer i huvudsak blandskog.